# Spytovice

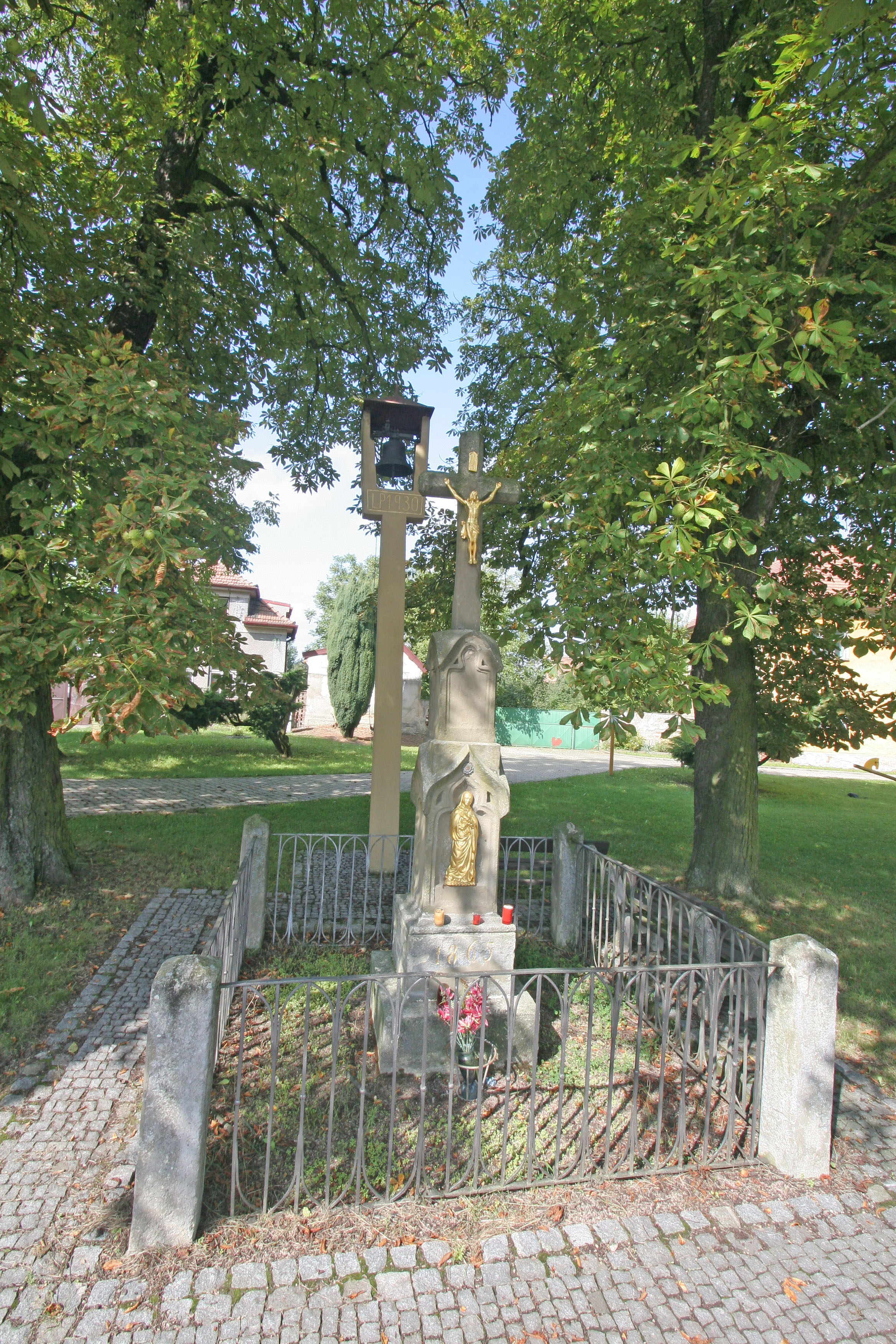
Wegkreuz und Dorfglocke

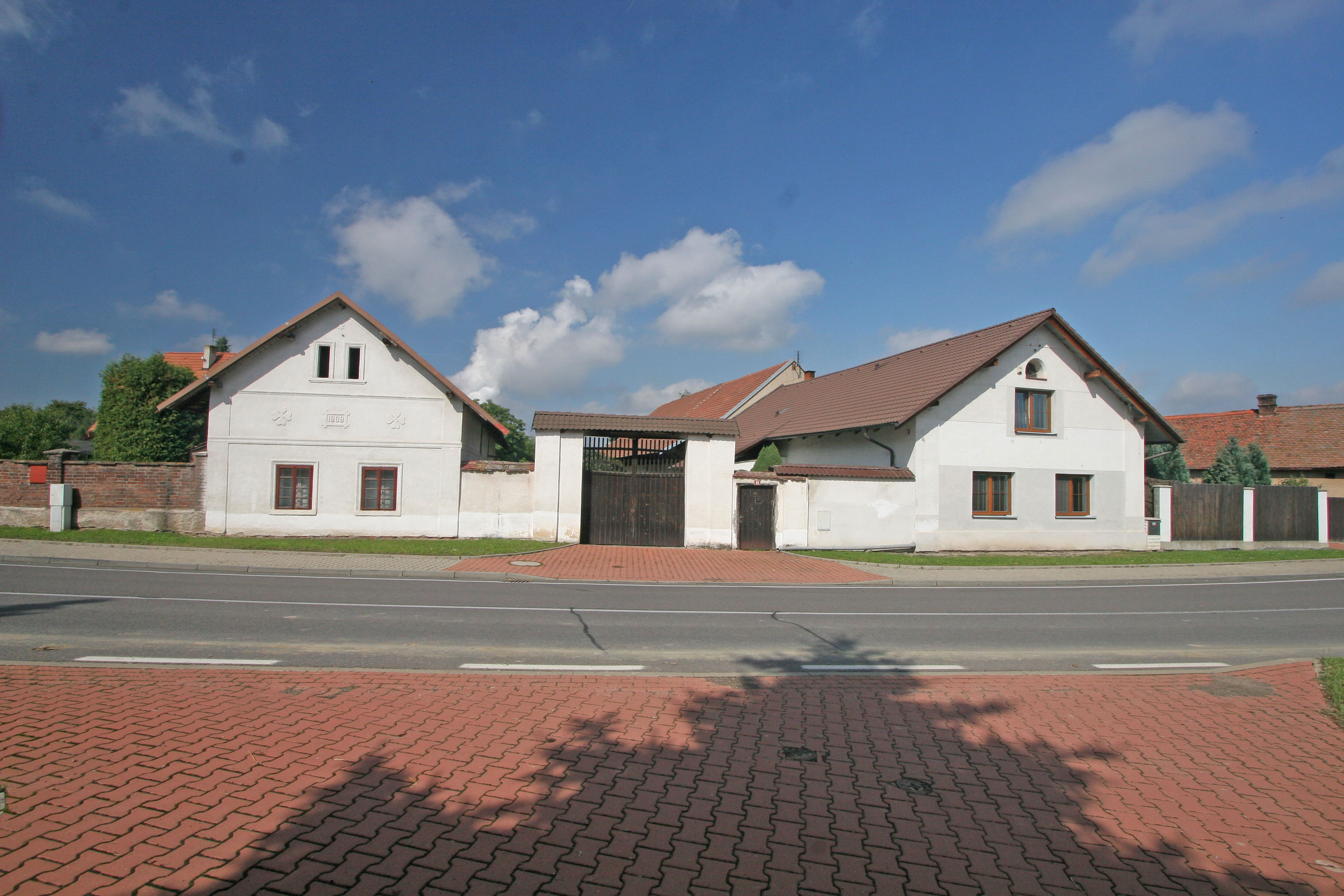
Gehöft Nr. 41

Spytovice (deutsch Spittowitz, auch Spitowitz) ist ein Ortsteil der Gemeinde Zdechovice im Okres Pardubice in Tschechien. Er liegt fünf Kilometer südwestlich von Přelouč.

## Geographie
Spytovice befindet sich am Übergang von der Chvaletická hornatina (Chwaletitzer Hügelland) zur Polabská rovina (Elbniederung) und wird vom Bach Krasnický potok durchflossen. Durch das Dorf führt die Silnice I/2 zwischen Kutná Hora und Přelouč. Südwestlich des Ortes entspringt der Bach Spytovický potok. Im Süden erhebt sich die Kopanina (266 m n.m.). Westlich befindet sich das Kraftwerk Chvaletice.
Nachbarorte sind Labětín im Norden, Lhota und Škudly im Nordosten, Benešovice im Osten, Kozašice, Jankovice, Seník und Krasnice im Südosten, Morašice im Süden, Zdechovice im Südwesten, Pazderný Mlýn und Hornická Čtvrť im Westen sowie Mazánkova Hájenka, Stará Pila, Trnávka und Řečany nad Labem im Nordwesten.

## Geschichte
Die erste Erwähnung des Dorfes erfolgte 1364 im Zusammenhang mit einem Mikuláš von Spytovice. Später wurde Spytovice an das Gut Zdechovice angeschlossen. Zu Beginn des 16. Jahrhunderts fielen die den Sekerský von Voděrady gehörigen Güter Zdechovice und Telčice wegen Überschuldung an den böhmischen König Vladislav II., der sie 1507 an Nikolaus Trčka von Lípa verpfändete. Nachdem die böhmischen Stände zwei Jahre später gegen die Verpfändung des königlichen Gutes Zdechovice protestierten, löste der König das Pfand wieder ein. 1515 gelangte das Gut Zdechovice mit den Dörfern Zdechovice, Telčice, Chvaletice, Trnávka, Řečany, Labětín und Spytovice im Zuge eines Vergleichs mit Zdeniek Lev von Rosental an diesen als Schuldausgleich. Nachfolgende Besitzer waren die Herren von Řenče, von Zierotin, Vrabský von Vrabí und Wieschnik von Wieschnik. 1722 kaufte der Oberst-Erblandpostmeister Karl Josef Graf von Paar das Gut Zdechovice, seine Nachfahren hielten den Besitz bis 1889.
Im April und Mai 1742 sowie im August 1744 zogen während des Österreichischen Erbfolgekrieges mehrmals preußischen Truppen plündernd durch den Ort. Nach den Toleranzpatenten war nur noch ein geringer Teil der Bevölkerung katholisch; im Jahre 1782 lebten in 43 der 45 Häuser des Dorfes Protestanten, die in Trnávka ihr Bethaus hatten.
Im Jahre 1835 bestand das im Chrudimer Kreis gelegene Dorf Spittowitz bzw. Spitowice aus 45 Häusern, in denen 249 Personen, darunter 28 augsburgische, 18 reformierte und eine jüdische Familie lebten. Haupterwerbsquelle bildete die Landwirtschaft, wobei der im Umkreis von Zdechovice verbreitete Anbau von Schwaden oder Himmeltau eine lokale Besonderheit darstellte. Im Ort gab es ein Wirtshaus. Katholischer Pfarrort war Zdechowitz. Bis zur Mitte des 19. Jahrhunderts blieb Spittowitz dem Allodialgut Zdechowitz untertänig.
Nach der Aufhebung der Patrimonialherrschaften bildete Spitovice ab 1849 eine Gemeinde im Gerichtsbezirk Přelauč. 1866 zerstörte ein Großbrand 33 Häuser, lediglich 15 Häuser blieben vom Feuer verschont. Ab 1868 gehörte die Gemeinde zum Bezirk Pardubitz. In Heimarbeit wurden aus in der Elbe und den Bächen aufgesammelten Muschelschalen Perlmuttknöpfe (čamrdy) gefertigt, dieses als čamrdářství bezeichnete Handwerk erlosch zu Beginn des 20. Jahrhunderts. Im Jahre 1910 hatte das Dorf 326 Einwohner. Auf Anordnung der Linguistischen Kommission in Prag wurde 1920 der Ortsname in Spytovice abgeändert. 1921 lebten in der Gemeinde 296 Menschen; es gab zwei Wirtshäuser, zwei Läden, ein Armenhaus und eine Schmiede. Im selben Jahre wurde der Dorfplatz umgestaltet; der Teich wurde verfüllt und Nussbäume und Kastanien gepflanzt. Im Jahre 1930 hatte Spytovice 272 Einwohner. 1932 gab es in der Gemeinde nur noch 20 protestantische Familien. 1949 wurde Spytovice dem Okres Přelouč zugeordnet. Dieser wurde im Zuge der Gebietsreform von 1960 aufgehoben, seitdem gehörte die Gemeinde zum Okres Pardubice. 1961 wurde Spytovice nach Zdechovice eingemeindet. Im Jahre 1978 hatte das Dorf 150 Einwohner, 1985 waren es 143. Bis 1990 gab es in Spytovice eine sehr aktive Freiwillige Feuerwehr, die seit den 1970er Jahren Feuerwehrbälle und Fastnachtszüge organisierte. Nach 1990 wurden auch beide Wirtshäuser geschlossen. Am 3. März 1991 hatte der Ort 133 Einwohner; beim Zensus von 2001 lebten in den 60 Wohnhäusern von Spytovice 162 Personen.

## Gemeindegliederung
Der Ortsteil Spytovice bildet einen Katastralbezirk.

## Sehenswürdigkeiten
- Steinernes Kreuz aus dem Jahre 1865 auf dem Dorfplatz
- Glockentürmchen, nach der Requirierung der alten Dorfglocke im Ersten Weltkrieg wurde 1918 eine neue gekauft
- Čertova skála, sagenumwobener Felsen zwischen Spytovice und Lhota